# 天気不明

天気不明の天気記号（日本式）

天気不明（てんきふめい）とは、天気記号の一つ。
観測所や船舶において何らかの原因で天気が観測できない状態の時や、観測はできてもその結果が発信ミスや受信ミスなどで気象庁に入電しなかった場合、天気の観測が行われなかった場合などに、分からない天気として発表されるものである。またもともと天気の観測を行わない（風や気圧は測定する）気象観測ブイからの情報は常時、天気不明として発表される。